# Harsh Noise
Harsh Noise ist ein Musiksubgenre, das dem Noise zugerechnet wird.

## Geschichte
Laut Stephen Graham entstand Harsh Noise im Noise zwischen den Einflüssen von Japanoise und Power Electronics aus einer transkulturellen Dynamik globaler Kontinuität bei regionaler Varianz. Graham nutzt den Begriff dabei als konzeptionell begründeten Terminus dieser transkulturellen Verstrebung insbesondere von japanischen Einflüsse und neuer Technologien in einem nicht-japanischen Kulturraum, aber auch die Aufnahme von westlichen Einflüssen im Japanoise. Teile der zweiten Generation des Japanoise und des Power Electronics bezieht er so mit in die Beschreibung des Harsh Noise ein.
Vorstufen oder Anfänge des Harsh Noise kamen demnach in den 1980er Jahren langsam und fragmentarisch in Japan, den Vereinigten Staaten und Europa auf. Das Gebre explodierte in den 1990er Jahren und baute dabei baut auf den Klängen und der Ästhetik früherer Avantgarde-, Pop-, Industrial- und Power-Electronics-Künstler auf. Entsprechend solcher Distinktionsversuche sind ein konkreter Beginn und prägende Interpreten nicht klar zu benennen. In Abgrenzung zu den frühen Ausprägungen des Power Electronics in London und des Japanoise in Osaka und Kyōto ist der Anfang des Harsh Noise vage mit den frühen 1990er Jahre zu benennen, jener Phase in der Japanoise international wahrgenommen wurde und auch auf den Power Electronics Interpreten in anderen Ländern reagierten. Aus dem Japanoise erwiesen sich Hijokaidan, Merzbow und Masonna als besonders Einflussreich auf die Adaption und Fortführung jenseits Japans. Dabei emanzipierten sich diese Projekte von der Performancekunst früher Japanoise-Interpreten und formten eine Ästhetik des reinen Klangs. Sie nutzten Effektgeräte ohne die zugehörigen Instrumente und verknüpften Gitarrenpedale mit einem Mischpult um Störfrequenzen zu erzeugen, diese zu filtern, ihnen Entwicklungsraum zu geben oder sie experimentell zu arrangieren.
In den Vereinigten Staaten und Europa wurde dieser Einfluss aus der transkulturellen Dynamik heraus aufgenommen und neu arrangiert. Mitte der 1990er Jahre standen Hijokaidan, Merzbow und Masonna Interpreten wie Macronympha, Black Leather Jesus, Murder Corporation, Zone Nord oder Evil Moisture mit ähnlichen musikalischen und ästhetischen Ideen zur Seite, wonach die Genrebezeichnung neu verhandelt wurde. Während Noise als Obergebriff auch weitere nicht auf den reinen Klang und dessen Entwicklung zielende Subsparten der Musik inkludierte, blieb Japanoise ein national besetzter Begriff. Insbesondere dem amerikanischen Projekt Macronympha wurde ein Ausnahmestatus zugesprochen, aber auch Black Leather Jesus gilt als einer stilprägenden und populärsten Interpreten des Harsh Noise.

## Stileinordnung
Harsh Noise steht begrifflich in Abgrenzung zu anderen Formen des Noise. Der kanadische Noisemusiker Kelly Churko grenzt den auf Lautstärke, Effekte und Verzerrung gerichteten „Harsh“- vom dynamischen und ruhigen Passagen geprägten „Ambient“-Noise ab. Harsh Noise sei dabei „das wichtigste und größte“ Subgenre des Noise. Die dem Harsh Noise zugeordnete Musik stünde in der Wahrnehmung und Rezeption paradigmatisch für den gesamten Noise und verdränge so die Aufmerksamkeit angrenzender Stile und Entwicklungen als Noise. Die Bezeichnung Harsh Noise ermögliche es den Begriff Noise als Oberbegriff zu nutzen unter dem Stile wie Death Industrial und Dark Ambient weiter gefasst werden können.
Charakteristische Elemente des Genres sind und tiefe, dröhnende Bassklänge in einer kontinuierlichen Klangentwicklung. Aber auch variierende unvorhersehbare Texturen und sich unterschiedlich entwickelnde Klangelemente. Schrille und hektische Überblendungen können daher ebenso Teil des Harsh Noise sein wie kontinuierlich dröhnenden Klängflächen. Gemein ist dem Harsh Noise der Verzicht auf vorhersehbare Phasen der Entspannung.